# Pariser Frieden 1784
Der Pariser Frieden 1784 beendete den vierten englisch-niederländischen Seekrieg von 1780 bis 1784.
Großbritannien und die Niederlande schlossen am 30. Mai 1784 den Frieden von Paris um ihre seit mehreren Jahren andauernde Auseinandersetzung beizulegen. Der Seekrieg hatte mit der Schlacht auf der Doggerbank unentschieden geendet. Der Handel der Niederländer mit Übersee war zuvor erheblich gestört. Ihre Rüstung für Kriegsschiffe verschlang Geld. Die Verbündeten der Niederlande, Frankreich und Spanien, hatten bereits 1783 Frieden mit Großbritannien geschlossen.
Die indische Besitzung Nagapattinam der Niederländer ging (bereits erobert) endgültig an Großbritannien. Die Handelsgesellschaft Vereenigte Oostindische Compagnie musste den Briten künftig freie Fahrt in allen von ihr beherrschten Gewässern und Gebieten gewähren. Ferner wurde ihnen freier Handel mit Teilen Ostindiens gestattet. Die für die Niederlande so nachteiligen Friedensbedingungen verschärften den innenpolitischen Konflikt zwischen probritischen Orangisten und profranzösischen Patrioten.